# 湯浅駅
湯浅駅（ゆあさえき）は、和歌山県有田郡湯浅町大字湯浅にある、西日本旅客鉄道（JR西日本）紀勢本線（きのくに線）の駅である。
湯浅町だけでなく広川町の中心にも近く、特急「くろしお」の一部が停車する（主に新大阪〜白浜間を運転する停車型タイプ）。朝晩には和歌山方面からの折返し列車も設定されている。有田鉄道にもかつて湯浅駅があったが当駅とは位置が違う（歴史で詳述）。

## 歴史
この町に「湯浅」という駅が最初に出来たのは1915年（大正4年）5月のことで、有田鉄道が湯浅の港にある海岸駅からこの湯浅を経て下津野駅に至る路線を開通させたのに伴って有田鉄道の湯浅駅（ゆあさえき）が開業したのであるが、この「湯浅駅」は現在の当駅とは異なる。
1927年（昭和2年）8月には国鉄紀勢西線が藤並駅から紀伊湯浅駅（きいゆあさえき）まで延伸となり国鉄も当地への乗り入れを果たすが、この紀伊湯浅駅が現在の湯浅駅になっている。紀伊湯浅駅は開業当初は紀勢西線の終着駅であったが開業1年後の1928年（昭和3年）10月に紀勢西線は紀伊湯浅駅から紀伊由良駅まで延伸となり、終着駅ではなくなった。
戦争が始まると、紀勢西線と有田鉄道が並行する状態は、資源（レール等）の有効活用から望ましくないとされ、1944年（昭和19年）12月には有田鉄道の藤並駅から湯浅駅を経て海岸駅までが「不要不急線」として休止になり、1959年（昭和34年）4月には結局復活を見ず廃止となったため結局湯浅の町には紀勢西線の紀伊湯浅駅のみが残った（有田鉄道は廃止線の代替として、休止のおよそ6年後の1950年（昭和25年）4月より藤並駅から当駅まで紀勢本線に乗り入れをするようになる）。
紀伊湯浅駅はその後1959年（昭和34年）7月には今の紀勢本線が全通し亀山駅と和歌山駅（現在の紀和駅）の間が紀勢本線となったのを受け国鉄紀勢本線の駅となり、湯浅駅への改称、さらに国鉄の分割民営化を経て現在に至っている。
有田鉄道は1992年（平成4年）12月1日に当駅への乗り入れをやめ、2002年（平成14年）12月31日限りで全線廃止となっている。

### 年表
- 1915年（大正4年）5月28日：有田鉄道海岸駅 - 下津野駅間が開業し、その途中駅として設置[1][2]。
- 1927年（昭和2年）8月14日：紀勢西線藤並駅 - 当駅間が開業し、国鉄の紀伊湯浅駅（きいゆあさえき）が設置[1]。
- 1928年（昭和3年）10月28日：紀勢西線当駅 - 紀伊由良駅間が延伸開業[1]。
- 1944年（昭和19年）12月10日：有田鉄道藤並駅 - 海岸駅間が不要不急線として休止となり、同時に有田鉄道の湯浅駅も休止となる。
- 1950年（昭和25年）4月：有田鉄道の当駅乗り入れ開始。
- 1959年（昭和34年）
  - 4月3日：有田鉄道当駅 - 海岸駅間廃止。それに伴い有田鉄道湯浅駅も廃止となる。
  - 7月15日：現在の紀勢本線が全通、紀勢本線所属となる[1]。
- 1965年（昭和40年）3月1日：湯浅駅（ゆあさえき）に改称。
- 1980年（昭和55年）10月1日：ダイヤ改正により特急「くろしお」の一部の列車の停車駅となる。
- 1983年（昭和58年）4月1日：貨物の取り扱いを廃止[2]。
- 1985年（昭和60年）3月14日：荷物扱い廃止[2]。
- 1987年（昭和62年）4月1日：国鉄分割民営化により西日本旅客鉄道に承継[1][2]。
- 1992年（平成4年）12月1日：有田鉄道の当駅乗り入れが廃止となる。
- 2016年（平成28年）12月17日：ICカード「ICOCA」の利用が可能となる[3]。
- 2018年（平成30年）11月：それまでの駅舎の北側の町有地に、新駅舎着工[4]。
- 2019年（令和元年）
  - 12月20日：この日をもってみどりの窓口の営業が終了[5]。
  - 12月21日：新改札口の供用・駅係員の無配置化（御坊駅の係員が巡回対応）・みどりの券売機プラスの稼働が開始される。
- 2020年（令和2年）：駅舎や湯浅町立図書館、観光交流センターなどの入る「湯浅 えき蔵」全面開業[4]。
- 2023年（令和5年）5月14日：旧駅舎に飲食店を誘致し、観光客や地域住民の交流の場としてリニューアルオープン。同駅舎は町の「歴史的風致形成建造物」に指定され、日本遺産「『最初の一滴』醤油醸造発祥の地 紀州湯浅」の構成資産にもなり[6]、11月24日に文化財保護法に基づく国の登録有形文化財とすることが答申された[7]。

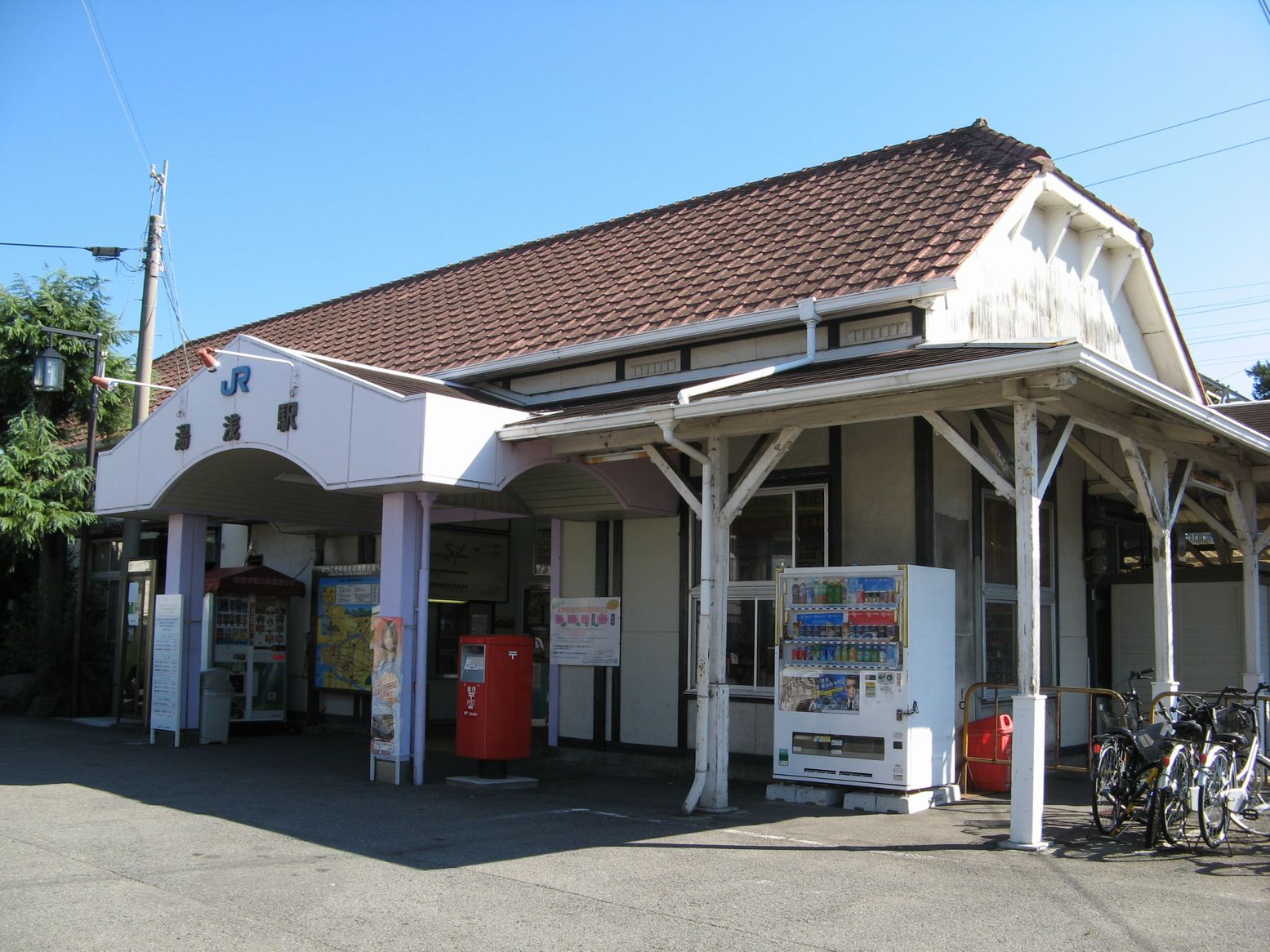
2019年まで使用された旧駅舎
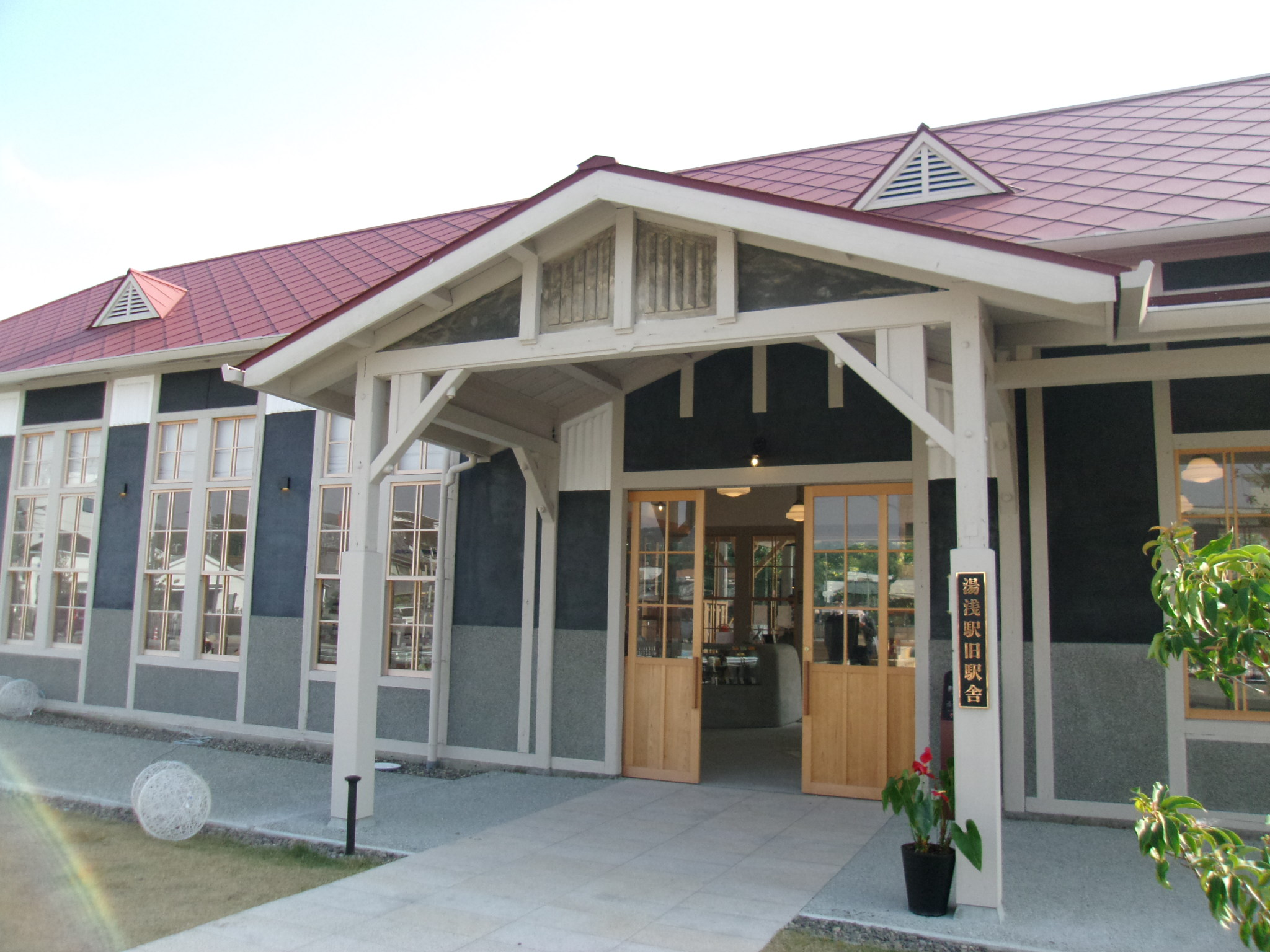
リニューアルした旧駅舎（2023年11月）

## 駅構造
紀伊田辺駅が管理する無人駅で、単式ホーム1面1線と島式ホーム1面2線、計2面3線のホームを有する地上駅になっている。島式ホームの2・3番のりばへは跨線橋で連絡している。無人駅であるが。エレベーターがある。駅舎内には自動券売機とみどりの券売機プラス、簡易ICOCA改札機が設置されている。自動改札機は未設置である。
2020年開業の新駅舎は鉄筋コンクリート構造地上3階建で、1階に改札口と観光交流センター、2階に湯浅町立図書館、3階には演奏会などができる地域交流センターが入る。3階と屋上は約800人が避難できる、津波避難施設の役割も持つ。施設名称は、約800名からの公募の中から和歌山県立耐久高等学校2年生の生徒による「湯浅 えき蔵」が採用された。
それまで使われていた、古くからの木造駅舎は前面がリニューアルされていた。
和歌山電車区湯浅駅乗務員詰所がある。

### のりば
| のりば | 路線       | 行先                       | 備考             |
| ------ | ---------- | -------------------------- | ---------------- |
| 1      | きのくに線 | 和歌山・天王寺・新大阪方面 | 特急ほか         |
| 2      | きのくに線 | 和歌山・天王寺方面         | 主に折り返し列車 |
| 2      | きのくに線 | 御坊・白浜・新宮方面       | 一部列車のみ     |
| 3      | きのくに線 | 御坊・白浜・新宮方面       | 特急ほか         |

- 下り本線は1番のりば、上り本線は3番のりばであり、特急はすべてこのホームに停車（通過）する。2番のりばは上下共用の待避線（中線）であり、後続の特急列車の待ち合わせや、和歌山方面からの列車の折返しに使われる。
- すべてのホームで簡易自動放送が使用されている。

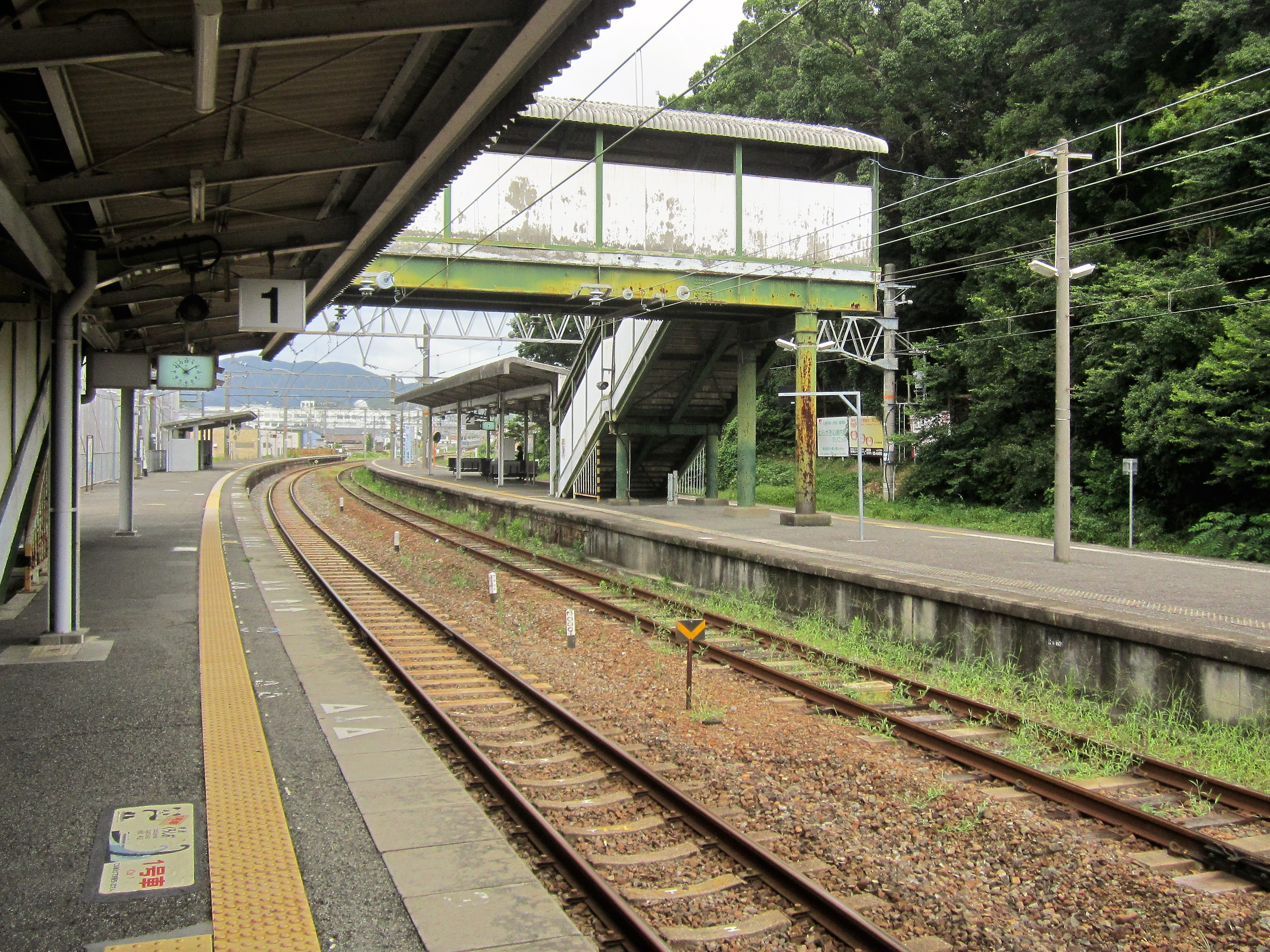
ホーム（2019年8月）

## 利用状況
近年の1日平均乗車人員は以下の通り。
| 年度   | 1日平均 乗車人員 |
| ------ | ---------------- |
| 1998年 | 1,752            |
| 1999年 | 1,634            |
| 2000年 | 1,585            |
| 2001年 | 1,533            |
| 2002年 | 1,483            |
| 2003年 | 1,420            |
| 2004年 | 1,404            |
| 2005年 | 1,322            |
| 2006年 | 1,289            |
| 2007年 | 1,263            |
| 2008年 | 1,219            |
| 2009年 | 1,206            |
| 2010年 | 1,215            |
| 2011年 | 1,186            |
| 2012年 | 1,177            |
| 2013年 | 1,256            |
| 2014年 | 1,199            |
| 2015年 | 1,163            |
| 2016年 | 1,094            |
| 2017年 | 1,077            |
| 2018年 | 1,058            |
| 2019年 | 1,006            |
| 2020年 | 818              |
| 2021年 | 813              |
| 2022年 | 886              |

## 駅周辺
広川の河口に開けた湯浅・広川のかなり大きな集落の入口に当たり湯浅町・広川町の玄関口となっている。駅を出ると湯浅の市街地が広がっており湯浅の港や役場などが近くに存在している。駅前から中紀バスおよび熊野御坊南海バスが路線バスを運行している。
- 湯浅（国選定重要伝統的建造物群保存地区）
- 湯浅町役場
- 湯浅城址
- 日本郵便 湯浅中町郵便局
- 日本郵便 湯浅郵便局
- 湯浅町立湯浅小学校
- 湯浅警察署
- 湯浅警察署湯浅駅前交番
- 湯浅広川消防組合消防本部
- 湯浅広川消防組合消防署
- 和歌山県立耐久高等学校
- 湯浅保健所
- 和歌山地方法務局湯浅出張所
- 和歌山地方検察庁湯浅区検察庁
- 大阪国税局湯浅税務署
- 湯浅公共職業安定所
- 和歌山地方裁判所湯浅簡易裁判所
- 広川町役場
- 日本郵便 広川広簡易郵便局
- 広川町立広小学校
- 広川町立耐久中学校
- 和歌山県立たちばな支援学校
- 湯浅温泉
- 熊野古道

## その他
- 天王寺駅以遠を往復特急利用すると（ただし、当駅にて購入に限る）48時間の駐車料金が無料になるパーク＆ライドを実施していた（限定6台）。

## 隣の駅
西日本旅客鉄道（JR西日本）
 きのくに線（紀勢本線）
- 特急「くろしお」一部停車駅

■快速
紀伊由良駅 - 湯浅駅 - 藤並駅
■普通（阪和線内で直通快速または紀州路快速となる列車を含む）
広川ビーチ駅 - 湯浅駅 - 藤並駅